# Dơi quạ Okinawa
Dơi quạ Okinawa (danh pháp khoa học: Pteropus loochoensis) là một loài động vật có vú trong họ Dơi quạ, bộ Dơi. Loài này được Gray mô tả năm 1870.
Nó có thể là loài đặc hữu Nhật Bản. Trước đây nó đã được liệt kê như là tuyệt chủng bởi IUCN, nhưng vì hai mẫu vật được biết đến là phân loại học không chắc chắn và xuất xứ không rõ, tình trạng của nó đã được thay đổi thành 'thiếu dữ liệu'. Một số người đặt loài này là loài đồng nghĩa của dơi quạ Mariana. Một số người khác xem dơi quạ Okinawa là một phân loài của dơi quạ Mariana, trong khi một số xem nó là loài đầy đủ. Có hai mẫu vật tại Bảo tàng Lịch sử tự nhiên Anh, mẫu thứ ba không biết ở đâu. Hai trong số các mẫu vật được cho là có nguồn gốc từ khu vực Đông Nam Á, do đó, phạm vi phân bố thực sự của dơi quạ Okinawa là chưa rõ.

## Hình ảnh

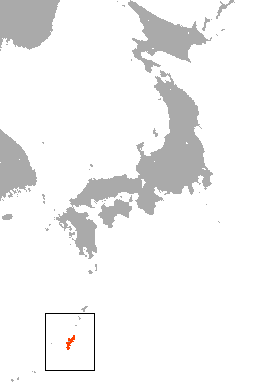